# P・R・サーカー

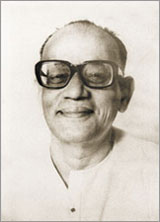
P.R.サーカー

プラブハット・ランジャン・サーカー（Prabhat Ranjan Sarkar、1921年5月21日 - 1990年10月21日）はインド人の哲学者、思想家、社会改革者、詩人、作曲家、言語学者。同時にタントラ（アナンダ・マルガタントラ）とヨーガの指導者の1人として知られる。
彼は生涯を通して様々な発表を行い、中でも今日のネオヒューマニズム哲学並びに社会周期説、進歩的活用理論PROUT=Progressive Utilization Theory)、Microvitum（マイクロヴァイタム）の理論などを提唱し、その土台を作ったことで知られる。
進歩的活用理論（PROUT=プラウト理論）の思想的継承者として、米サザン・メソジスト大学経済学部教授ラビ・バトラ（Ravi Batra）が知られている。

## 若年期
博学者P・R・サーカーは、インドビハール州ジャマールプルの小さな町で1921年5月21日の満月の日に誕生した。
彼は早い時期からでひとりで瞑想を行い、様々な言語と他のテーマに関して素晴らしい知識を示し、幼少時より非常に利口な子供として知られていた。
1939年にカルカッタ大学のヴィディヤサーガル・カレッジに進むため、サーカーはジャマールプルを発ちコルカタに向かった。夜の闇の中、サーカーが Kalicharan という名の悪名高い犯罪者を諭し、彼の更生を手助けしたのはここであった。
父親の死後は家族を養うために学問をやめなければならなかった。故郷ジャマールプルの鉄道本部で会計士の職に就き、16年間、タントラヨーガのスピリチュアルな技法を数多く教え続けた。

## アナンダ・マルガ
1955年に、弟子（追従者）達の要請で、サーカーはアナンダ・マルガ（Ananda Marga,サンスクリット語で「至福の道」という意味）を設立した。これはサーカーの言う「自己実現及び全ての人々への奉仕」の2大使命を帯びた、社会的かつ霊的な組織（socio-spiritual organization）である。
サーカーの思想は、アナンダ・マルガの理論を表す書物を構成する「Subhasita Samgraha」というシリーズ本にまとめられている。
このシリーズ本はBhagavata Dharma（人類の霊性）に関する多くの重要な側面について簡単、明瞭、理性的に説明している。
様々なスピリチュアルな思想を解説しながら、『ラーマーヤナ』、『マハーバーラタ』、Gita（ギーター）、『コーラン』、タントラ、ヨーガ、ヴェーダーンタなどの他の聖典から関連した部分を論議したり引用して、精神的ダルマと哲学の様々な面を明らかにしている。
サーカーの思想は、インドの古代からの霊的伝統に染まりながらも、その伝統的思想に新しい意味を持たせ、再生（活性化）させた。
彼は、初期の弟子たちから呼ばれていたShrii Shrii Anandamurti（シュリ・シュリ・アーナンダムルティ、「具現された至福」の意）という名前の霊的指導者としては、人生を瞑想と奉仕の実践に専念するために志願した僧侶と尼僧の団体組織を監督した。この僧の団体は、サーカーの教えをインド国内と外国の人々に教えることができた。サーカーは、父親の逝去後も大黒柱として家族を養うためにジャマールプルでの仕事を続け、1966年にようやくアナンダ・マルガのフルタイムの代表の役割を引き受けた。
人生の後半、サーカーの主要な住居はインド西ベンガル州コルカタのレイクガーデンにあった。また、特に初期の頃であるが、彼がプラウト理論に基づいて設立した開発者コミュニティである、西ベンガル州の田舎のアナンダ・ナーガルでも多くの時を過ごした。アナンダ・マルガは1969年米国に支部を開き、1973年までにヨーガと社会的人生観を教える約100の地域センターを設立した。数千人の会員のうちにはアーシュラムでの共同コミュニティに住む者もいた。

## スピリチュアルな哲学
スピリチュアル（精神的、霊的）な哲学上のサーカーの教えは、現代ヒンドゥー教インドにおける禁欲主義的修行の動きに影響した。
彼のスピリチュアルな実践のシステムはヴェーダ体系とタントラ体系の統合と評されている。サーカーの「karma samnyasa」（カルマ・サンニヤーサ）の概念は、あるヨーガ行者が、サーカーが「サドヴィプラ」（sadvipra）と呼ぶバランスの取れた精神を持つ人間になり、意識変容的な個人的修練を通して意識を「至高」に向け続けることと、奉仕活動として社会解放政策に参加することにより完成されるという理念にもとづいている。

### 宇宙論（コスモロジー）
サーカーは宇宙を普遍意識（コズミック・マインド）中の夢のようなものであると述べている。すべては普遍意識のエクトプラズム、すなわち精神的物質から創造される。
マイクロヴァイタ（Microvita）とは物質を創造する初期の段階であり、素粒子の構成部分を形成する。マイクロヴァイタを構成する本質は「イデア」である。
Microvitumとは、サーカーが統一場原理（unified field philosophy）として提案し、生命の起源と進歩の説明を試みる、意識と生命の結びつきについての仮説であり、「意識の反射段階によって生命体が発展する」というサーカーの理論に不可欠な説である。
マイクロヴァイタの概念は、例えばどのようにして生命が光の速度より速く宇宙を進むか、どのようにして1つの細胞が自らを複合生物にまで複製することができるか、どのようにして絶対者の観念作用がポジティブなマイクロヴァイタを引き付けて健康を促進するか、どのようにして天才が超意識のスキルを得るか等の現象説明の試みである。
「Microvitum」という言葉は「微細、微視的な生命体」を意味する。 マイクロヴァイタは科学的メソッドに基いた概念ではなく、小さすぎて実験的には観察不能と言われるスピリチュアルな概念である。
サーカーによると、現代の科学に基礎を置いた医学ではネガティブなマイクロヴァイタが疾患の中心点に集中し、その集中は医薬品の効果に打ち勝つ可能性がある。おそらく、この集中効果は10年につき約2、3の新しい疾患を生み出すだろう。
サーカーの提唱するスピリチュアルな実践は、ネガティブなマイクロヴァイタを殺しポジティブなマイクロヴァイタを増大させると言われている。
サーカーは、現在、薬剤の重要性は低下しつつあり、マイクロヴァイタ理論の応用だけが新しい医薬品の開発を改善することができると主張している。

## 社会および政治的な哲学

### 社会循環の法則（社会周期説）
「ヴァルナ」の概念、すなわち人間の心理的肉体的素質と動機による区分は、サーカーの考え方では次の4種類に表現される。ヴィプラ（Vipra、知識人｛知力派｝）、クシャトリヤ（Kshatriya、軍人｛武勇派｝）、ヴァイシャ（Vaishya、商人｛蓄財派｝）とシュードラ（Shudra、労働者｛庶民｝）。
サーカーは、時代の盛衰は上記のうちの一つのタイプの集団が交互に権力を握ることで起こると、「社会周期説」理論にこの概念を利用している。社会周期説は恐らくオーロビンド・ゴーシュや Ibn Khaldun などの過去のマクロ歴史家による歴史サイクルのアイデアとつながるだろう。
しかしながら、時代の盛衰の周期的な側面と並んで、直線的側面も、経済と技術の「進歩」が生活の物質的条件の変化を満たすという観点から重要であるとサーカーの理論は示している。だが究極的には、サーカーにとって、進歩とは精神性である。
サーカーのスピリチュアリティは、真我の個人的実現と定義される。
ヨーガの瞑想修練と、思想と行為の純潔に加えて、サーカーは解放の手段としての社会奉仕に大きな重要性を置いた。
サーカーは、人間の内面の開発のサポートが社会的環境には必要と考え、資本主義と共産主義の両方を、人類がスピリチュアルな生き方の黄金時代に前進するには不適切な社会構造であるとして拒絶した。

### 進歩的活用理論
1959年に、サーカーは進歩的活用理論、ネオヒューマニズムの主要な価値に基づいた社会経済学の理論を提出した。
プラウト理論は、資本主義と共産主義のシステムの両方とも拒絶し、協力的に管理された企業と産業に基づいたすべての資源の最大の利用と富の公正な分配に焦点が合わされる。
1968年に、政治的で、社会的な行動を通して彼の理論の理想を促進するために、サーカーは組織「インドのプラウティストブロック」（PBI）を設立した。
サーカーのプラウトは、貧しいものの自給自足を刺激することに努めて、巨大な重要性を、リーダーと成功したものが社会全体に持っている道義的責任に置いた。
資本主義についての深刻な問題、“少数者の手の中の富の集中”と“お金の回転における停止”が景気後退、不況の根本原因にあると彼は考えた。
経済民主主義の必要性を強調して、プラウトはまた蓄財の上の限界を主張した。
これらのポイントは、多くの他とともに、外国と同じくらいよくインドで資本家と共産主義者両方からのプラウトの進行中の反対を結果として生じていた。

### ネオヒューマニズム
ネオヒューマニズムは彼の本『知性の解放 - ネオヒューマニズム』の中で、サーカーによって紹介された「聖職者、精神的な拡張、エコロジー、および社会的変化」に基づいた理論である。
それは、人間性の理論と、個人と社会が彼らの完全な可能性の開発を捜す方法である。
それは、人生、社会の機能、および人命の多くの他の面のゴールにアドレスする全体観の人生観である。
ネオヒューマニズムの土台は、P.R.サーカーが説明するところによると、普遍的（ユニバーサル）な愛情である。
この見方は、人間の心の愛情が、無生物の世界と同様にすべての生きた生き物を含めて、すべてを抱擁するべきであると述べる。宇宙の布地と親密に結び付くように、それは人間性のビジョンを促進する。
サーカーは大きな重要性を、人間が彼らの生活と非生活のバイオコミュニティを尊重し、保護する必要性に置いた。動物、種の保存、および菜食主義の実行の実存主義の権利は従って直観的ライフスタイルについて激励されて、重要な成分と考えられた。
主に人々を誘導する2つの原則、すなわち「利己的な喜びの原則」と「社会的な平等の原則」について、ネオヒューマニズムは語る。
すべてのライフと人間が一般的な構造で果たす信頼できる役割の相互関連性の受容と同様にライフ原則としての他に、認めている社会的な平等は好意とサービスの実行をもたらしている。
反対に、利己的な喜びの原則は、どのように人の行動が他に影響するかを問わず、人がライフについての自分の喜びと成功を追跡する所である。
ネオヒューマニズムの哲学は、それが、それを、利己的な喜びを促進する「偽り文化」（特にそれと結びついている消費者文化）と対比して、社会的な平等を促進する「真の人類の教養」と呼ぶものを促進する。
その哲学は、理性的な考えと研究を社会的な平等の原則の下に適用する精神的なプロセスと定義された「目覚めた良心」を通して知性を独断的で、制限する眺めから解放することを要求している。
理性的な知識のエリアは、追跡する価値があるそれらのトピックと避けられるべきであるそれらの中に叙述される。この区別は、研究領域が「すべての情け深い福祉のために」であるかどうかを決定して、人の良心との比較によってされる。

## 信念を持って立ち上がる
アナンダ・マルガに対して、保守的なヒンドゥー教と西ベンガルの共産主義者が敵対した。
サーカーのプラウト理論は、1959年に提唱された後、1960年代に大衆化し始めたのであるが、これは共産党（マルクス主義者、その当時、西ベンガルで支配力を保持した政党）にとって、新たなライバルの出現とみなされた。それだけプラウトは新しいスピリチュアルで、社会的な理論であった。
1971年に、アナンダ・マルガのメンバーの何人かが、マルクス主義者と思われる群集によって殺されたが、サーカーは彼らの死についての責任で告発された。彼は逮捕された後、殺人扇動の罪での刑務所に入れられた。 数年間、刑務所に引き留められている間、サーカーは無実を主張した。
彼の弟子（追従者）達はその間、サーカーが説いたスピリチュアルで、社会的な教えのために投獄されていると主張した。
サーカーは懲役の最初から、彼の弟子である修道士のいくらかの疑わしい拷問について不満を申し立てていたが、1973年2月12日に、刑務所医師による大規模な毒（暗殺事件）を生き抜いた。サーカーは暗殺の標的にされていた。
サーカーは出来事の適切な司法の調査を要求していたが断られた為に、抗議として長期間に渡る断食を始めた。この抗議は、1日にグラス1杯のバターミルクを摂りつつ、1973年4月1日から5年半に渡って続けられた。
その後、新政府によって再裁判が行われた結果、彼は全ての点で無罪であると判決が下り、1978年8月3日に刑務所から釈放された。 サーカーは釈放された時、断食を解いた。

## サーカーの後年
サーカーが投獄されている間、彼の組織は、世界中にサーカーの「自己実現と奉仕」のメッセージを広めていたことは注目に値する。
刑務所からサーカーが釈放されたとはいえ、断食の影響で衰弱の激しかったサーカーの身体が癒えるのには5年半を要したが、その間にもスピリチュアル的な、農業やネオヒューマニズム、マイクロヴァイタ、社会構造に関する膨大な執筆や講演をサーカーは精力的に行い、その活動に全力を注いだ。
また、音楽にも秀でていた彼は、Prabhata Samgiitaと呼ばれる新しい教育音楽とも評される5018の歌を創作している。
1978年始めから1979年にかけて、各国に散らばる弟子に会うために、スイス、ドイツ、フランス、スカンジナビア、中東、タイ、台湾、ジャマイカ、およびベネズエラといった世界中を旅行した。しかし、インドの政府の横やりのため、米国滞在だけは許されなかった。その代わりに1979年にジャマイカで、米国の弟子と会うことができた。

## 著作
サーカーは、彼の組織（1966年-1971年&1978年-1990年）のためにフルタイムで働いた。また、彼は17年間に多種多様なトピックについての著作を250冊以上著すなど、広大な遺産を残した。
彼は、アナンダ・マルガを率いるスピリチュアルな教師であり、言語学者、博物学者としても活動したが、これらの著作としては『Shabda Cayanika』を含む言語学に関するものの他、サンスクリット語で書かれた百科事典『単語集』を、1500ページ以上にわたって執筆した（全26巻を予定していたが、未完成）。
そして、1982年におけるネオヒューマニズムの哲学と、1986年における Microvita の理論を考案した後、彼は社会学、農業、歴史、文学、教育、医学、宇宙論、および哲学について著述した。
しかし、恐らく、すべてのこれよりもっと、彼の最も偉大な達成は、彼の Prabhat Sangeet（新しい夜明けの歌）だった。1982年に歌を創作し始めて、わずか8年後に、サーカーは複数の言語で5018の歌の創作を完遂した。

## 弟子
Kalikananda はサーカーの最初の弟子であった。サーカーと出会う前の彼は、未熟で犯罪に没頭していたが、サーカーとの出会いによってアナンダ・マルガ（至福の道）に引き付けられた。
そして、最もよく知られている弟子の1人が、ラビ・バトラ（Ravi Batra）である。彼は、テキサス州ダラスに住み、教えている国際的に認知されたエコノミストおよびベストセラーの作者である。ラビ・バトラはサーカーの社会周期説とプラウト（持続可能で、公平な経済学の理論）に強い影響を受けている。
他に注目された弟子は、サーカーの著作の主要な解説・解釈者になった未来学者の Sohail Inayatullahが挙げられる。